# Christian Schrøder som Lejetjener
Christian Schrøder som Lejetjener er en dansk stum komediefilm fra 1912 produceret af Nordisk Films Kompagni og instrueret af Christian Schrøder efter eget manuskript. Christian Schrøder spiller også filmens hovedrolle.
Filmen havde dansk premiere den 1. november 1912 i Biografen i Esbjerg og blev i tysktalende lande distribueret som Der Lohndiener, i engelsketalende lande som An Occasional Waiter og i fransktalende lande som Le Garçon pour extra. 

## Handling
Grosserer Bramsen har indrykket en annonce i avisen efter en lejetjener til sit aftenselskab og har hyret skomager Klausen. Skomageren er dog et mindre heldigt eksemplar af slagsen og både grossereren og skomager Klausens hustru er sørger for, at Klausen aldrig mere tager job som lejetjener.

## Medvirkende
- Christian Schrøder